# Biokapazität
Biokapazität oder auch biologische Kapazität ist die Kapazität eines Ökosystems, nützliche biologische Materialien zu produzieren und durch den Menschen erzeugte Abfallstoffe zu absorbieren. Der Begriff steht im Zusammenhang mit dem Konzept des Ökologischen Fußabdrucks im Rahmen der Theorie der nachhaltigen Entwicklung und wird nur in Zusammenhang mit diesen Konzepten verwendet. Der Theorie gemäß ist die Biokapazität gewissermaßen das Gegenstück zum Ökologischen Fußabdruck auf der Angebotsseite der Gleichungen. Sie wird demgemäß in der gleichen Maßeinheit globale Hektar (abgekürzt gha) gemessen. Ein globaler Hektar ist ein biologisch produktiver Hektar mit weltdurchschnittlicher Produktivität.

## Beschreibung
Die Biokapazität einer Region oder eines Landes wird definiert als die Gesamtheit der „bioproduktiven Flächen“ dieser Region. Dabei handelt es sich um die Grundfläche in Hektar, multipliziert mit einem Äquivalenzfaktor und einem Ertragsfaktor. Der Äquivalenzfaktor ergibt sich aus der Produktion an nutzbarer Biomasse (oder der jeweils anderen gerade betrachteten ökologischen Dienstleistung der Fläche) im Verhältnis zur Nutzung. Der Ertragsfaktor misst dasselbe im Verhältnis zum globalen Durchschnitt (z. B. Hektarertrag an Nahrungsmitteln bei gleicher Nutzungsart und -intensität je nach Land oder Region). Da es bei diesem Ansatz um die Grenzen der Nutzbarkeit der Biosphäre  geht, wird dabei die wichtigste Nutzungsfunktion, die andere Nutzungsfunktionen ausschließt als sog. Primärfunktion eingerechnet (z. B. kann dieselbe Fläche nicht zur Nutzholzproduktion und zur Nahrungsmittelproduktion dienen). Die Fläche kann zusätzlich andere ökologische Dienstleistungen erbringen (z. B. Grundwasserneubildung, Senke für Kohlendioxid). Limitierend wirkt aber immer nur eine Funktion, diejenige mit dem jeweils knappsten Angebot. Die Biokapazität wird deshalb auch durch den aktuellen technologischen Entwicklungsgrad beeinflusst, d. h. durch den Stand von Verarbeitungs-, Förderungs- und Anbautechniken. Der Äquivalenzfaktor und damit die Biokapazität hängt von der Landnutzung ab und kann deshalb durch Änderung der Nutzung verändert werden. Dadurch kann die Biokapazität, anders als die Grundfläche selbst, auch erhöht werden.
Unter „nützliche biologische Materialien“ werden alle Materialien verstanden, welche aktuell zum Erzeugen von fertigen Produkten benötigt werden. Dies bedeutet wiederum, dass sich die Biokapazität von Materialien auch mit der Zeit ändern kann. Würde beispielsweise Maisstroh zur Herstellung von Bioethanol verwendet werden, würde Maisstroh zu einem nützlichen biologischen Material werden und dadurch die Biokapazität von Mais-Anbauflächen steigern.
Importiert eine Region oder ein Land Rohmaterialien oder Fertigwaren, erspart sie sich regional die damit verbundene Biokapazität im eigenen Territorium, die sie dann für andere Zwecke nutzen kann. Die Leistung muss aber an anderer Stelle erbracht werden. Durch unterschiedliche Äquivalenz- und Ertragsfaktoren kann sie dort sowohl mehr als auch weniger Biokapazität binden. Die Biokapazität ist eine Art Kapital und kann je nach Art und Ausmaß der Landnutzung auch global erhöht oder vermindert werden. Eine Region, die mehr Biokapazität nutzt, als ihr zur Verfügung steht, tut dies entweder durch Import aus anderen Regionen oder durch Verbrauch des Kapitals ihrer eigenen Region. Dieses Missverhältnis wird durch den ökologischen Fußabdruck gemessen.

## Daten und Fakten
|  5,5 – 29,2  4,7 – 5,5  3,9 – 4,7 |  3,0 – 3,9  2,2 – 3,0  1,4 – 2,2 |  0,6 – 1,4  0 – 0,6  keine Daten |

| Region                    | Biokapazität* | Biokapazität* | Biokapazität* | Biokapazität* | Biokapazität* | Biokapazität* |
| Region                    | Anbaufläche   | Weideland     | Wald          | Fischgründe   | Bauland       | Gesamt        |
| ------------------------- | ------------- | ------------- | ------------- | ------------- | ------------- | ------------- |
| Welt                      | 0,59          | 0,23          | 0,74          | 0,16          | 0,06          | 1,8           |
| Afrika                    | 0,44          | 0,41          | 0,45          | 0,11          | 0,06          | 1,5           |
| Asien                     | 0,43          | 0,07          | 0,15          | 0,09          | 0,07          | 0,8           |
| Europa                    | 0,87          | 0,18          | 1,46          | 0,25          | 0,12          | 2,5           |
| Lateinamerika und Karibik | 0,82          | 0,82          | 3,45          | 0,30          | 0,08          | 5,5           |
| USA und Kanada            | 1,68          | 0,25          | 2,21          | 0,72          | 0,07          | 4,9           |
| Ozeanien                  | 1,22          | 4,32          | 2,81          | 2,72          | 0,06          | 11,1          |

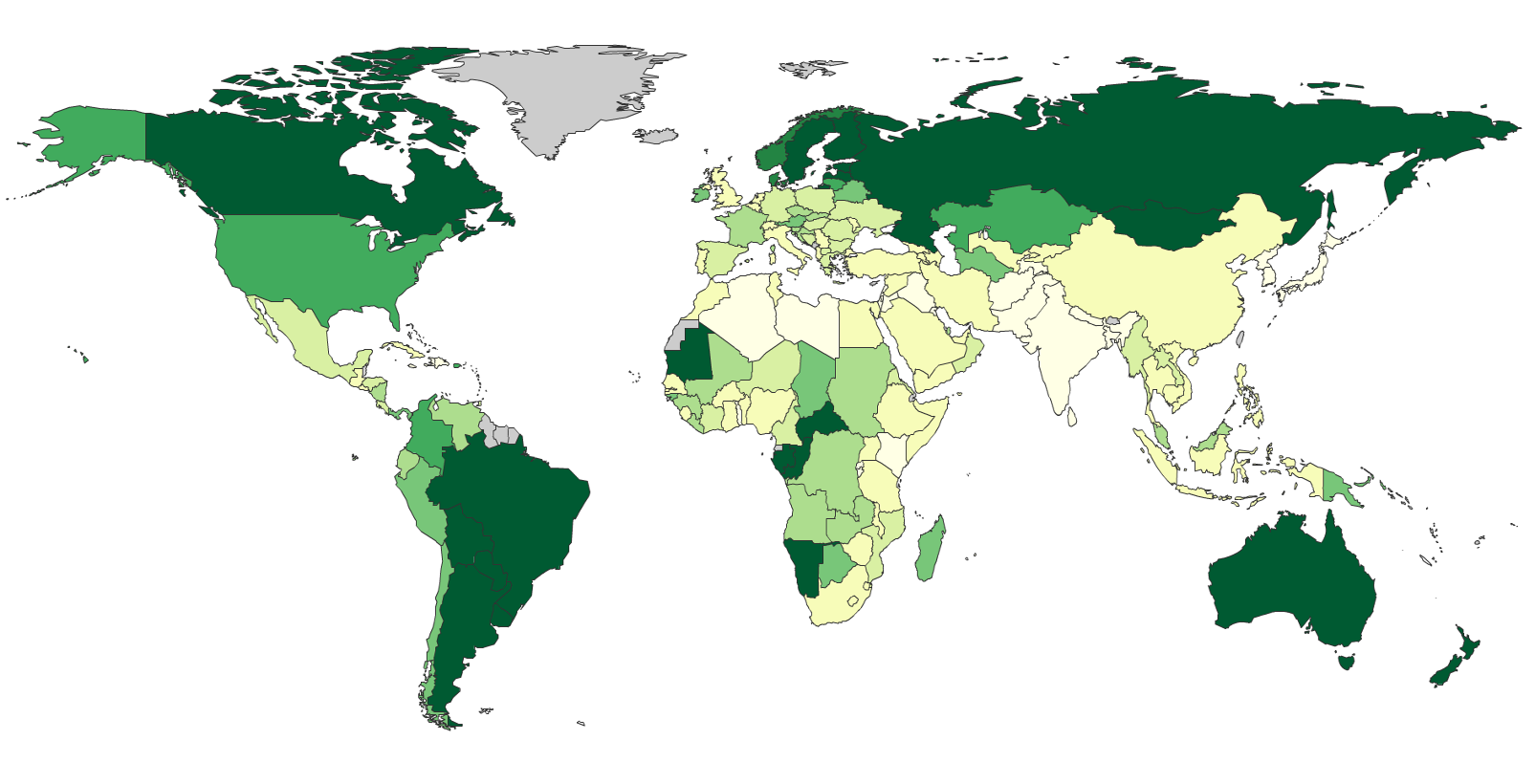
Biokapazität
(in globalen Hektar/Person oder gha/cap. Daten von 2007, veröffentlicht am 13. Oktober 2010)

* gemessen in globalen Hektar/Person oder gha/cap. Neuste Daten sind auf der Datenplattform von Global Footprint Network zugänglich.